# Nematalosa
Nematalosa là một chi trong nhóm cá trích mình dày thuộc họ Clupeidae. Hiện nay có 11 loài của chi này đã được ghi nhận.

## Các loài
- Nematalosa arabica Regan, 1917 (Arabian gizzard shad)
- Nematalosa come (J. Richardson, 1846) (Western Pacific gizzard shad)
- Nematalosa erebi (Günther, 1868) (Australian river gizzard shad)
- Nematalosa flyensis Wongratana, 1983 (Fly River gizzard shad)
- Nematalosa galatheae G. J. Nelson & Rothman, 1973 (Galathea gizzard shad)
- Nematalosa japonica Regan, 1917 (Japanese gizzard shad)
- Nematalosa nasus (Bloch, 1795) (Bloch's gizzard shad)
- Nematalosa papuensis (Munro, 1964) (Strickland River gizzard shad)
- Nematalosa persara G. J. Nelson & McCarthy, 1995
- Nematalosa resticularia G. J. Nelson & McCarthy, 1995
- Nematalosa vlaminghi (Munro, 1956) (Western Australian gizzard shad)